# EPatient
 (novembre 2024).
La mise en forme du texte ne suit pas les recommandations de Wikipédia : il faut le « wikifier ».
Les points d'amélioration suivants sont les cas les plus fréquents. Le détail des points à revoir est peut-être précisé sur la page de discussion.
- Les titres sont pré-formatés par le logiciel. Ils ne sont ni en capitales, ni en gras.
- Le texte ne doit pas être écrit en capitales (les noms de famille non plus), ni en gras, ni en italique, ni en « petit »…
- Le gras n'est utilisé que pour surligner le titre de l'article dans l'introduction, une seule fois.
- L'italique est rarement utilisé : mots en langue étrangère, titres d'œuvres, noms de bateaux, etc.
- Les citations ne sont pas en italique mais en corps de texte normal. Elles sont entourées par des guillemets français : « et ».
- Les listes à puces sont à éviter, des paragraphes rédigés étant largement préférés. Les tableaux sont à réserver à la présentation de données structurées (résultats, etc.).
- Les appels de note de bas de page (petits chiffres en exposant, introduits par l'outil «  Source ») sont à placer entre la fin de phrase et le point final[comme ça].
- Les liens internes (vers d'autres articles de Wikipédia) sont à choisir avec parcimonie. Créez des liens vers des articles approfondissant le sujet. Les termes génériques sans rapport avec le sujet sont à éviter, ainsi que les répétitions de liens vers un même terme.
- Les liens externes sont à placer uniquement dans une section « Liens externes », à la fin de l'article. Ces liens sont à choisir avec parcimonie suivant les règles définies. Si un lien sert de source à l'article, son insertion dans le texte est à faire par les notes de bas de page.
- La présentation des références doit suivre les conventions bibliographiques. Il est recommandé d'utiliser les modèles {{Ouvrage}}, {{Chapitre}}, {{Article}}, {{Lien web}} et/ou {{Bibliographie}}. Le mode d'édition visuel peut mettre en forme automatiquement les références.
- Insérer une infobox (cadre d'informations à droite) n'est pas obligatoire pour parachever la mise en page.

Pour une aide détaillée, merci de consulter Aide:Wikification.
Si vous pensez que ces points ont été résolus, vous pouvez retirer ce bandeau et améliorer la mise en forme d'un autre article.

ePatient (ou e-patient) est une expression anglophone inventée dans les années 1980 par le docteur Thomas William Ferguson qui désigne un patient qui se donne le pouvoir en s'impliquant, en s'éduquant et en se donnant les moyens de faire face à sa situation.
Avec l'avènement des nouvelles formes de communication via Internet, les médias sociaux, les blogs, les forums, etc., les patients se connectent de plus en plus pour trouver des informations sur leur état de santé et entrer en contact avec d'autres personnes qui vivent les mêmes expériences. Ce mouvement a commencé aux États-Unis dans les années 1980 avec "Doc Tom" Ferguson. À l'origine, le e a signifié internet, reprenant en cela le symbole-racine d'Explorer , le premier navigateur internet sur le marché de Microsoft. Par la suite, d'autres définitions ont été imaginées: empowered (se donner le pouvoir de), engaged (impliqué), equipped (éduqué/informé), enabled (se donner les moyens). Aujourd'hui on y ajoute aussi educated (instruit), expert et d'autres adjectifs commençant par e. Mais la caractéristique majeure du ePatient reste ancrée dans la technologie internet au service du patient.

## Les communautés en ligne
L'information médicale, largement disponible sur internet, permet au e-patient de s'impliquer de façon importante dans son traitement. Le bénéfice pour la santé est lié au conseil, au soutien ou à la recherche d'informations fiables provenant, soit des professionnels de santé, soit d'autres patients. Dave deBronkart, dit aussi « ePatient Dave », explique : « J'ai rapidement appris auprès de la communauté des patients atteint d'un cancer du rein les différentes options au sujet des meilleures traitements possible. »
Les échanges au sein des communautés en ligne offre un soutien au patient, mais pourraient aussi permettre à terme de réduire les coûts des traitements. Un article de la MIT Technology Review décrit ainsi la communauté active autour du site "Crohnology.com" : « Ce site est à l'avant-garde du mouvement grandissant "e-patient", qui propose aux patients de contrôler les décisions concernant leur santé, d'une façon telle que cela pourrait fondamentalement changer l'économie de la santé. »
L'influence des communautés en ligne de ePatient concernant la recherche clinique est importante. Le Dr Thomas William Ferguson souligne, dès 2004, que: " Certains groupes de ePatient, par exemple le "Life Raft Group", un groupe de soutien autour des tumeurs stromales gastro-intestinales ont permis le développement de recherches cliniques initiées par les patients".
Le rôle des communautés va au-delà du partage d'informations et de l'échange d'expérience. Le travail collectif de patients permet d'agir sur les connaissances médicales, en formulant de nouvelles questions sur des aspects de la maladie négligés ou ignorés des professionnels, en recueillant des données issues de l'expérience des patients, en confrontant les formes de prise en charge dans des espaces et des lieux très différents.
La Patient Empowerment Foundation soutient des initiatives permettant de devenir un patient actif. Par exemple le site ConseilsPatients.ch montre pourquoi il est important d’être proactif dans la prise en charge de sa maladie.

## Le dialogue avec les professionnels de santé
Les professionnels de santé sont dans une situation ambivalente face à cet e-patient. Certains craignent la mise en cause de leur compétence et une perte de reconnaissance ou d'autorité. D'autres se félicitent de l'implication croissante des patients, y voyant la source d'une meilleure qualité de traitement.
Mais les professionnels commencent à voir les bénéfices pour la recherche comme pour la clinique d'un dialogue soutenu avec les patients et leurs représentants, ajoutant aux membres des associations les représentants des collectifs en ligne. Des congrès médicaux comme Doctors 2.0 & You ou Stanford  Medecine X invitent systématiquement des e-patients afin qu'ils partagent leur expérience avec des professionnels de santé. Dans le cadre du congrès Stanford  Medecine X, la faculté de médecine de Stanford définit le e-patient comme : "Un consommateur de la santé qui utilise l'Internet pour recueillir des informations sur sa situation médicale personnelle, et qui utilisent des outils de communication électronique (y compris les outils du Web 2.0) pour l'aider gérer son état de santé".
Les informations médicales trouvées sur internet modifient peu à peu la relation patient-médecin. Christine Balagué, chercheur à l’Institut Mines Telecom, spécialiste des réseaux sociaux explique : «Le e-patient est aussi en demande d’un dialogue  plus approfondi avec son médecin... 17 % des internautes recherchant de l’information de santé veulent être capables de poser des questions précises à leur médecin avant d’aller le voir».
La recherche d'information et d'interaction en ligne intervient souvent en amont d'une consultation médicale, mais se prolonge durant tout le parcours thérapeutique. Theodor Andersson & al (2008) explique: "Les « e-patients » consultent Internet presque autant avant, qu’après une consultation. Ils questionnent également Internet pour savoir s’ils vont consulter leur médecin ou pas".

## La progression des maladies chroniques
Une bonne compréhension des traitements et des facteurs de risque est importante dans le contexte de progression des maladies chroniques : insuffisance rénale, maladies cardiaques, cancer, accidents vasculaires cérébraux et diabète. En partageant son expérience sur les médias sociaux, le e-patient contribue à aider d'autres personnes atteintes de pathologie chronique qui doivent apprendre peu à peu à vivre au quotidien avec la maladie. Les résultats d'une enquête du Pew Research Center en 2011, montre que 56 % des ePatient changent leur manière d'agir concernant leur santé à la suite de leur recherche d'information médicale en ligne.
En avril 2013, une enquête TNS Sofres intitulée "A la recherche du ePatient" précise quels sont les principaux sujet de recherches en ligne effectué par les malades chroniques: "... principalement des informations sur une maladie précise (91,28%), sur les médicaments et les traitements (77,98%) mais également des témoignages de personnes atteintes de la même maladie (67,66% )."

## Le ePatient en France
L'enquête "A la recherche du ePatient" de février 2013 permet de mieux comprendre les attentes et les comportements du ePatient en France. 70 %  des internautes interrogés disent souhaiter avoir des formations sur la gestion de leur pathologie ou celle d’un proche via internet. Si cette évolution n'est pas toujours facile pour les professionnels de santé, le bilan est globalement positif pour la relation patient-soignant. 58 % des internautes trouvent la relation plus riche et un internaute santé sur deux estime que cela renforcent la confiance dans les médecins consultés. L'enquête conclut "les ePatients sont donc non seulement porteurs d’une évolution dans la relation médecin-malade mais également expression d’une nouvelle relation usager-système de santé".